# Martin Veyron
Martin Veyron, né le 27 mars 1950 à Dax (Landes), est un auteur de bande dessinée français. Son œuvre se compose d'albums humoristiques et de dessins de presse.

## Carrière
Martin Veyron a été élève aux Arts déco de Paris. En 1975, il fonde le studio Imaginon avec Jean-Claude Denis et Caroline Dillard. Il publie ses premiers travaux d'illustration dans Lui, L'Expansion et Cosmopolitan.
Ses débuts en bande dessinée datent de 1977. Il crée cette année-là dans L'Écho des savanes son personnage fétiche Bernard Lermite. Pour ce même magazine, il écrit Edmond le cochon, dessiné par Jean-Marc Rochette. Dans Pilote, il publie Raoul et Rémy (1978) et, sous le pseudonyme de Richard de Muzillac, Olivier Désormeaux (dessin de Diego de Soria, 1984). Ses albums paraissent aux Éditions du Fromage, chez Casterman et chez Albin Michel.
En parallèle, il publie de nombreux dessins de presse dans Libération, Paris Match, Le Nouvel Observateur, L'Événement du jeudi... Son activité ne se limite pas au dessin puisqu'en 1985 il adapte son album L'Amour propre sur grand écran : L'amour propre ne le reste jamais très longtemps.
En 1994, il est licencié du journal InfoMatin, à la suite d'un dessin humoristique sur le sida.
En 1996 il sort son premier roman, Tremolo Corazon.
Il reçoit en 2001 le Grand Prix de la ville d'Angoulême, ce qui fait de lui le président du festival en 2002.
Il a épousé la journaliste Anne Chabrol, ancien reporter à Belfast pendant la guerre d’Irlande du Nord et ex-directrice de Elle, Glamour et Cosmopolitan, dont il a eu deux fils, Charles et Lambert.

## Œuvres

### Bande dessinée
- Oncle Ernest, avec Jean-Claude Denis, Casterman, 1978
- Bernard Lermite
  1. Bernard Lermite Éditions du Fromage, 1979
  2. Plus lourd que l'air, Éditions du Fromage, 1979
  3. Personnellement je ne veux pas d'enfants (mais les miens feront ce qu'ils voudront), Éditions du Fromage, 1980
  4. L'éternel féminin dure, Éditions du Fromage, 1981
  5. Ce n'est plus le peuple qui gronde mais le public qui réagit (Dargaud, 1982)
  6. Peut-on fumer après la mort ?, Albin Michel, 1988
  7. Le pagure est connu, Albin Michel, 1993
- Edmond le cochon, scénario de Martin Veyron, dessin de Jean-Marc Rochette
  1. Edmond le cochon, Éditions du Fromage, 1980
  2. Edmond le cochon va en Afrique, Éditions du Fromage, 1981
  3. Le continent mystérieux, Albin Michel, 1983
  4. Le mystère continental, Albin Michel, 1993
- L'Amour propre (ne le reste jamais très longtemps), Albin Michel, 1983
- Zodiaque, album collectif avec Arno, Caro, Caza, Yves Chaland/Doug Headline, Cheraqui, Luc Cornillon, Michel Crespin, Dodo/Ben Radis, Jean-Claude Gal, Paul Gillon, Dominique Hé, Kent Hutchinson, Chantal Montellier, Hugo Pratt, Martin Veyron, Al Voss/Angelfred, coll. « Pied jaloux », Les Humanoïdes Associés, 1983)
- Olivier Désormeaux – Âge ?… Moyen !, scénario de Martin Veyron, dessin de Diego de Soria, Dargaud, 1984
- Executive Woman, Albin Michel, 1986
- Bêtes, sales et mal élevés, Futuropolis, 1987
- Donc, Jean…, Albin Michel, 1990
- Jivara, Albin Michel, 1992
- Cru bourgeois, Albin Michel, 1998[5]
- Caca rente, Albin Michel, 2000
- Trois d'entre elles, Albin Michel, 2004
- Cour Royale, avec Jean-Marc Rochette, 2005
- Papy Plouf, Albin Michel, 2006
- Blessure d'amour propre, Dargaud, 2009
- Ce qu'il faut de terre à l'homme, d'après une nouvelle de Léon Tolstoï, couleurs de Charles Veyron, Dargaud, 2016 - Prix spécial du jury au Festival d'Angoulême 2017[réf. nécessaire]

### Recueils de dessins
- Un nègre blanc le cul entre deux chaises, Futuropolis, 1980
- Vite !, Albin Michel, 1988
- Politiquement incorrect, Hoëbeke, 1995
- (sic), Albin Michel, 2001

### Film
- 1985 : L'Amour propre ne le reste jamais très longtemps

## Distinctions
- 1996 : Prix Jacques Lob [6]
- 2001
  - Grand Prix de la ville d'Angoulême, pour l'ensemble de son œuvre
- 2009 : Prix de la BD du Point pour Blessure d'amour-propre[7] ;
- 2017 :
  - Prix spécial du jury du festival d'Angoulême pour Ce qu'il faut de terre à l'homme[8]
  - Prix Tournesol[9] pour Ce qu'il faut de terre à l'homme